# Nova Acròpolis
Nueva Acrópolis (Nova Acròpolis, a Catalunya) és una associació cultural fundada per Jorge Ángel Livraga Rizzi a l'Argentina el 1957 i actualment dirigida per Delia Steinberg Guzmán. Té presència a més de 40 països, incloent-hi els Països Catalans, on té seus a Barcelona, Sabadell, Castelló, Alacant, València i Gandia. S'autodefineix com una escola de filosofia i un espai de voluntariat, tot i que acumula diverses acusacions de secta coercitiva i autoritària vinculada a l'extrema dreta.
Segons comunica públicament Nueva Acrópolis, els seus objectius són promoure un ideal de fraternitat internacional, fomentar l'amor a la saviesa i desenvolupar el millor del potencial humà. Segons d'altres fonts, com l'exdirigent del grup a Egipte i a Itàlia Miguel Martínez, Nueva Acrópolis pretén crear la sisena subraça de la raça ària. Aquest objectiu concorda amb les creences difoses per Helena Blavatsky que ensenya Nueva Acrópolis.
La sentència 333/2000 de l'Audiència Provincial de Madrid determina que Nueva Acrópolis -per les peculiaritats del seu ideari, simbologia, organització interna, manca de transparència, fonts de finançament i activitats- causa inquietud en sectors socials i institucionals i està classificada en la literatura d'investigació en la categoria de sectes destructives. La sentència afegeix que Nueva Acrópolis té un rígid sistema d'organització i disciplina d'estil castrense, utilitza la salutació a la romana, ensinistra en l'ús de l'espasa i altres armes, i fa ús d'uniformes i parafernàlia d'organitzacions paramilitars.
Nueva Acrópolis és una organització amb diferents nivells de membres. El nucli intern el formen les anomenades Fuerzas Vivas, dividides en brigades de seguretat, brigades de treball i brigades femenines, que duen uniformes i tenen funcions concretes assignades. L'organització no informa dels seus objectius i mètodes reals als membres novells, només ho fa amb escollits que va introduint a poc a poc en la realitat de l'organització.